# Federica Mogherini
Pour les articles homonymes, voir Mogherini.
Federica Maria Mogherini (prononcé : /fedeˈriːka moɡeˈriːni/) est une femme politique italienne, née le 16 juin 1973 à Rome.
Elle est membre du Parti démocrate, et a été ministre des Affaires étrangères du gouvernement Renzi avec délégation aux Affaires européennes. Elle est haute représentante de l'Union pour les affaires étrangères et la politique de sécurité (chef de la diplomatie européenne) du 1er novembre 2014 au 30 novembre 2019.
En 2020, elle est nommée Rectrice du Collège d'Europe.

## Biographie

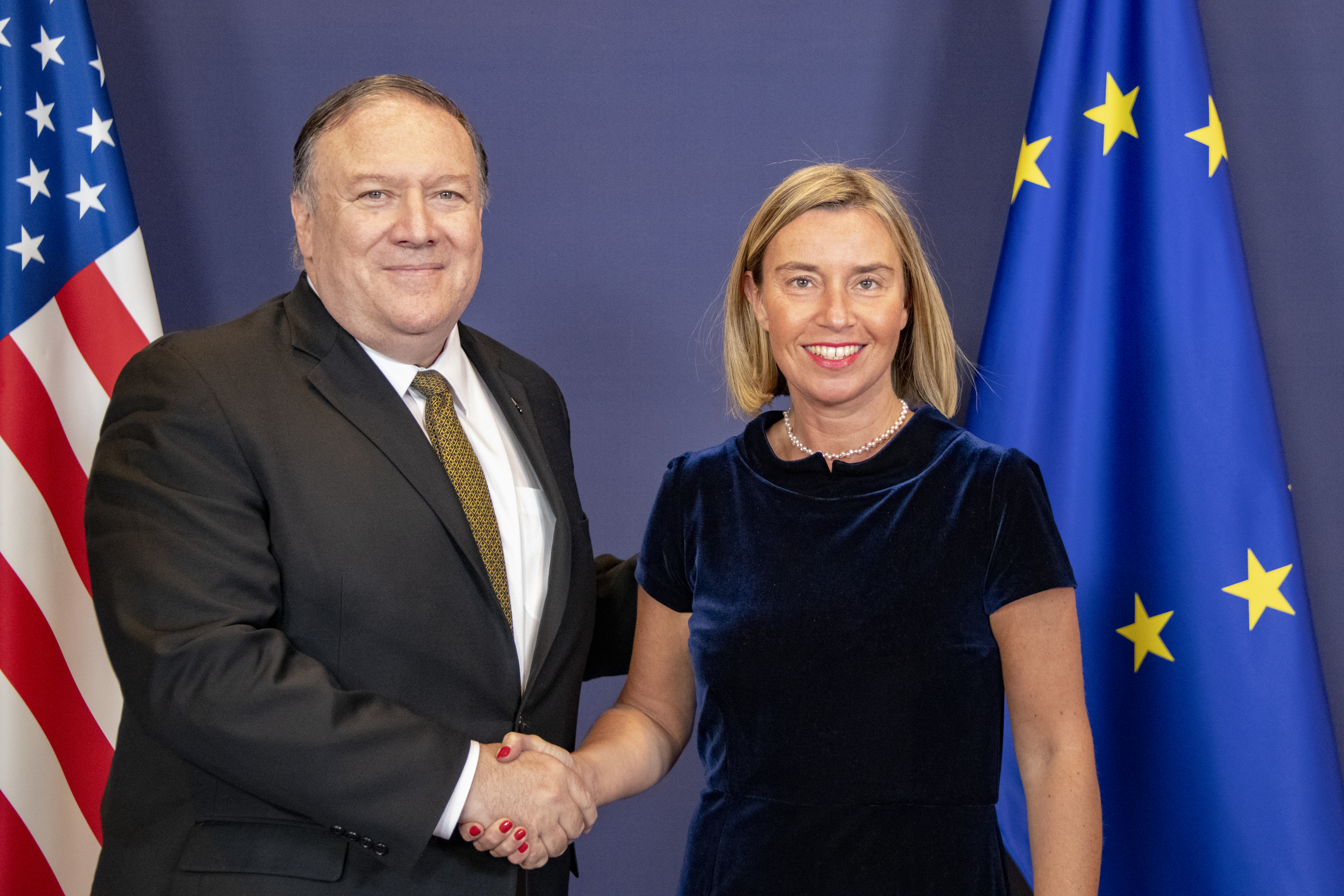
Federica Mogherini avec le secrétaire d'État des États-Unis, Mike Pompeo, en 2019.

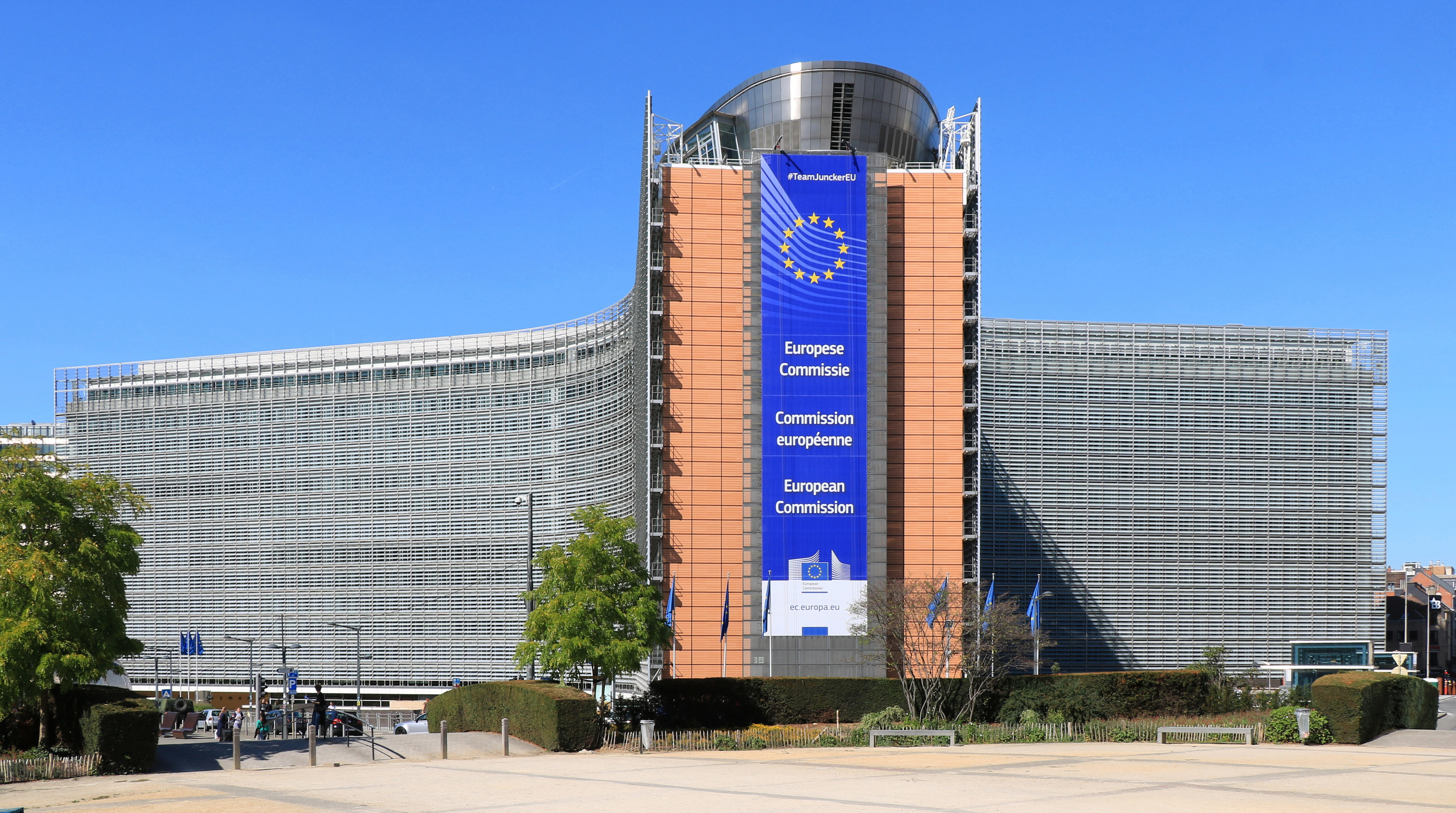
La Commission européenne, dont Federica Mogherini a été la vice-présidente de 2014 à 2019.

### Origines et formation
Federica Maria Mogherini est la fille de Flavio Mogherini (1922-1994), réalisateur, scénariste et costumier italien.
Elle étudie les sciences politiques à l’université de Rome « La Sapienza » et obtient une laurea en soutenant un mémoire de philosophie politique sur le rapport entre la religion et la politique dans l’islam, rédigé pendant son séjour dans le cadre du projet Erasmus à Sciences Po Aix.

### Carrière politique en Italie
Inscrite en 1988 à la Fédération de la Jeunesse communiste italienne (FGCI), dans une section (Ponte Milvio) qui fut celle d'Enrico Berlinguer,, elle rejoint en 1996 la Jeunesse de gauche (Sinistra Giovanile), organisation qui succède à la FGCI après la dissolution du Parti communiste italien et la constitution du Parti démocrate de la gauche (PDS). Devenue en 2001 membre du conseil national des Démocrates de gauche (DS),, elle côtoie dans les instances dirigeantes nationales les chefs successifs du centre gauche : Piero Fassino, Walter Veltroni, Pier Luigi Bersani.
En 2008, Walter Veltroni l'intègre dans la liste des candidats à la députation. Élue, elle devient entre autres responsable des questions de politique étrangère.
En février 2009, elle devient responsable de l'Égalité des chances à la direction nationale du Parti démocrate italien (successeur des démocrates de gauche), puis en décembre 2013 pour la Politique européenne.
Le 22 février 2014, elle est nommée ministre des Affaires étrangères par le chef du gouvernement, Matteo Renzi. Elle est la troisième femme à servir comme ministre des Affaires étrangères de l'Italie, après Emma Bonino et Susanna Agnelli.

### Chef de la diplomatie européenne
Le 2 août 2014, le président du Conseil italien, Matteo Renzi adresse une lettre au président de la Commission européenne Jean-Claude Juncker, formalisant la candidature de Federica Mogherini à la charge de haut représentant de l'Union pour les affaires étrangères et la politique de sécurité.
Le 30 août 2014, avant le Conseil européen de Bruxelles, lors de la réunion des chefs de gouvernement socialistes, Federica Mogherini obtient le soutien du Parti socialiste européen et le président Herman Van Rompuy annonce que le Conseil européen a décidé de la nommer. Le mandat, d'une durée de cinq ans, débute le 1er novembre 2014.
En 2014, elle défend la négociation du partenariat transatlantique de commerce et d'investissement entre l'Union européenne et les États-Unis (PTCI), dont elle soutient qu'il « est essentiel pour des raisons politiques et économiques. Il renforcera le lien transatlantique ».
Le 28 juin 2016, à la suite du retrait du Royaume-Uni de l'Union européenne, Mogherini dit de l'Europe qu'elle a besoin « d’une réflexion en profondeur sur son fonctionnement » alors qu'elle présentait le 25 du mois un document détaillant la stratégie globale de la politique de sécurité et de défense commune.
En 2018, après le retrait américain de l'accord de Vienne, elle affirme la volonté des pays de l'Union européenne de rester dans cet accord et de permettre à l'Iran de continuer à se développer économiquement, contrepartie de l'engagement de Téhéran d'arrêter toute activité d'enrichissement d'uranium. En septembre 2018, elle annonce l'intention de l'UE de mettre en place un mécanisme légal pour faciliter les transactions financières avec l'Iran. Ceci aboutit en janvier 2019 à la création de la société de droit français Instex.

### Rectrice du Collège d'Europe
En avril 2020, elle notifie son intention de se porter candidate à la direction du rectorat du Collège d'Europe. Cette décision a été critiquée : il est estimé que Federica Mogherini n'a pas respecté la procédure de recrutement et certains soutiennent qu'elle ne dispose pas des qualifications académiques requises. Elle est tout de même nommée rectrice, avec une entrée en fonction prévue le 1er septembre 2020.

### Autres fonctions
Elle a été membre de la Fondation Italie-États-Unis.
Elle est membre de l’European Leadership Network.

### Vie privée
Federica Mogherini a été mariée (2004-2017) à Matteo Rebesani et a deux filles : Caterina (née en 2005) et Marta (née en 2010),.

## Prise de position
Le 24 juin 2015, Federica Mogherini a prononcé, à l'occasion du Call to Europe V: Islam in Europe, un discours appelant à intégrer l'islam politique.
Elle a déclaré, en matière d'intégration aux sociétés et aux valeurs démocratiques : « I'm not afraid of saying that political Islam should be part of the picture. Religion plays a role in politics - not always for good, not always for bad. Religion can be part of the process. What makes the difference is whether the process is democratic or not » (« Je n'ai pas peur de dire que l'islam politique devrait faire partie du tableau. La religion joue un rôle en politique - pas toujours bon, mais pas toujours mauvais. Ce qui fait la différence, c'est si le processus est démocratique ou non »),.

## Décorations honorifiques
- Grand officier de l'ordre du Mérite de la République italienne
- Croix de l'ordre de l'Amitié de la Russie

## Sources

## Compléments

### Lecture approfondie
- (en) Steven Blockmans et Francesco Saverio Montesano, Mogherini's First One Hundred Days : Not the Quiet Diplomat, 2015 (lire en ligne)
- (en) David Spence et Jozef Bátora, The European External Action Service : European Diplomacy Post-Westphalia, Palgrave Macmillan, 2015, 456 p. (ISBN 978-1-137-38304-4)